# Bistum Hongkong
Das Bistum Hongkong (lat.: Dioecesis Sciiamchiamensis, chinesisch 天主教香港教區) ist eine in der Volksrepublik China gelegene römisch-katholische Diözese und umfasst die ehemalige Kronkolonie Hongkong.

## Geschichte
Das Bistum wurde am 22. April 1841 durch Gregor XVI. als Apostolische Präfektur Hongkong aus dem Bistum Macau begründet, 1874 zum Apostolischen Vikariat Hongkong erhoben, bevor es am 11. April 1946 zum Bistum erhoben wurde.
Neben Macau ist Hongkong das einzige Bistum in China, in dem die katholische Kirche frei operieren kann; daher nimmt sein Bischof eine besondere Stellung in der chinesischen Kirche ein und ist in der Regel Kardinal.

## Ordinarien

### Apostolische Präfekten von Hongkong
- Theodor Joset, 1841–1842
- Antonio Feliciani OFM, Pro-Präfekt 1850–1855
- Théodore-Augustin Forcade MEP, Pro-Präfekt 1847–1850
- Antonio Feliciani OFM, 1850–1855
- Luigi Ambrosi, 1855–1867
- Giovanni Timoleone Raimondi PIME, 1868–1874

### Apostolische Vikare von Hongkong
- Giovanni Timoleone Raimondi PIME, 1874–1894
- Louis Piazzoli PIME, 1895–1904
- Domenico Pozzoni PIME, 1905–1924
- Enrico Pascal Valtorta PIME, 1926–1946

### Bischöfe von Hongkong
- Enrico Pascal Valtorla PIME, 1946–1951
- Lorenzo Bianchi PIME, 1951–1968
- Francis Xavier Hsu Chen-Ping, 1969–1973
- Peter Wang Kei Lei, 1973–1974
- John Baptist Kardinal Wu Cheng-chung, 1974–2002
- Joseph Kardinal Zen Ze-kiun SDB, 2002–2009
- John Kardinal Tong Hon, 2009–2017
- Michael Yeung Ming-cheung, 2017–2019
  - John Kardinal Tong Hon, 2019–2021 (Apostolischer Administrator)[1]
- Stephen Kardinal Chow Sau-yan SJ, seit 2021